# بدو النقب
بدو النقب أو  السبعاوية  يشير إلى القبائل العربية التي تعيش في منطقة النقب بفلسطين، وهي اكثر القبائل عدداً في الشام' ومع نهاية الحكم العثماني بدأت سياسات «حضرنة» أو الإستقرار والتوطين القسري للبدو، وبعد حرب عام 1948 وقيام دولة إسرائيل وسيطرتها على كامل النقب؛ تسارعت وتيرة التوطين القسري على من تبقى منهم ، بين عامي 1968 و1989، قامت إسرائيل ببناء سبع بلدات في شمال شرق النقب للسكان البدو بقصد تسهيل سيطرتها على الأراضي البدوية الواسعة، بينما بقي آخرون في القرى غير المعترف بها والتي بنيت بدون تخطيط وتفتقر إلى الخدمات الأساسية مثل الكهرباء والمياه الجارية. وقد اعترفت الحكومة الإسرائيلية تدريجيا بعض منهم، واتخاذ تدابير لتحسين خدمات البنية التحتية والأساسية.
يقدر عدد بدو النقب ب 317,000  عام 2014  وأما بدو المثلث والجليل فيبلغ عددهم نحو 50 الف نسمة  أي أن بدو إسرائيل يشكلون 367 الف نسمة من المواطنين العرب في إسرائيل 

## الميزات الديمغرافية

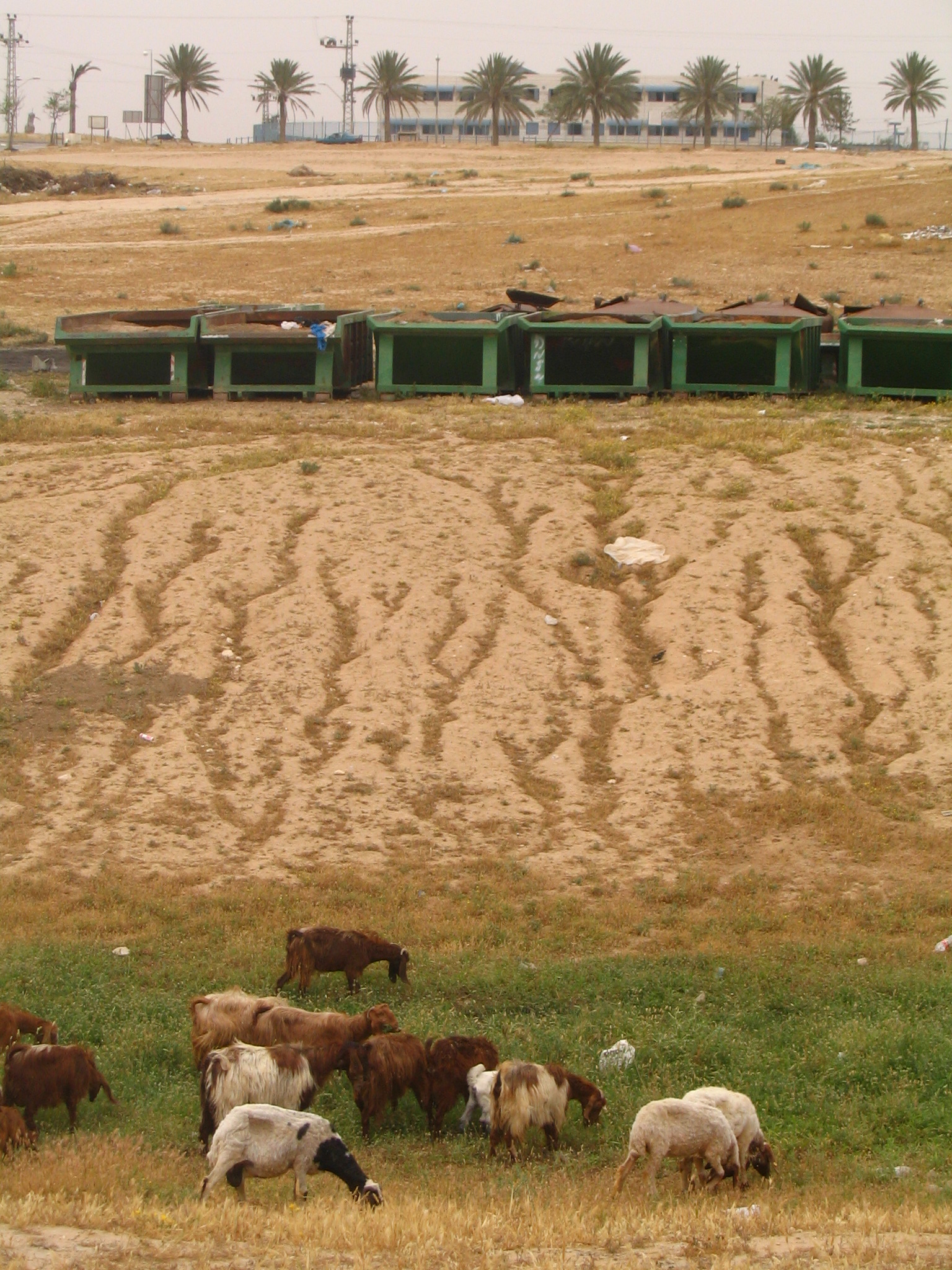
مجموعة من الاغنام قرب تل السبع

بدو النقب وبدو سيناء بالأصل مجتمع واحد وينتمون للقبائل ذاتها ومنهم البدو المستقرين والبدو الرُحَّل، ولاحقا شبه رُحَّل وهم يعيشون على تربية الماشية في صحراء النقب. المجتمع تقليدي ومحافظ 
القبائل البدوية في النقب أغلبها من القبائل البدوية العربية التي نشأت من سيناء وشبه الجزيرة العربية، وذلك أساسا من المملكة العربية السعودية ، وأيضا من نسل القبائل البدوية في سيناء . الترابين هي أكبر قبيلة في النقب وشبه جزيرة سيناء إلى جانب قبيلة التياها وقبيلة العزازمة 
لا يزال بدو النقب يمتلكون الأغنام والماعز، في عام 2000 قدّرت وزارة الزراعة أن بدو النقب يملكون 200،000 رأس من الأغنام و5،000 من الماعز، في حين يقدر البدو الأغنام بقرابة 230،000 والماعز 20،000.

## التاريخ

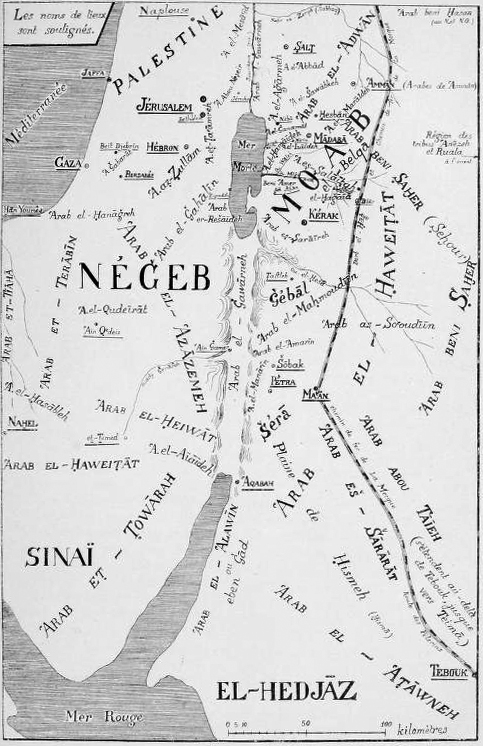
خريطة تظهر توزيع القبائل في كتاب للأب أنطونين جوسين منشور عام 1908

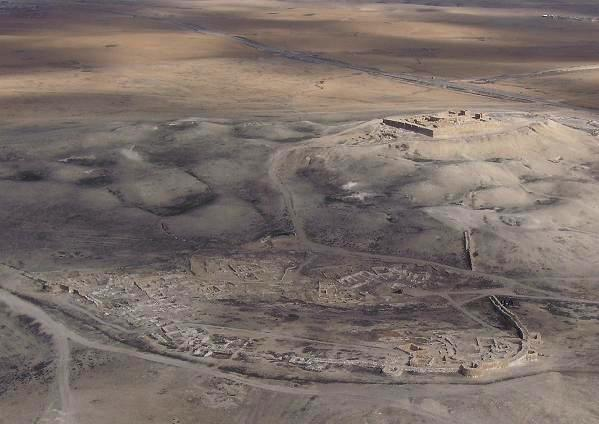
آثار تل عراد ترجع إلى 4000 سنة قبل الميلاد

بدو النقب هم القبائل العربية التي تعيش في منطقة النقب المتصلة بشبه جزيرة سيناء ويحاذيها شرقا وادي عربة وتمتد من بعده صحراء جنوب الشام وشبه الجزيرة العربية. كانت منطقة النقب مقسمة جغرافيا بين قبائل الترابين والتياها والعزازمة والجبارات وقبائل أخرى وأثناء فترة العثمانيين كانت صحراء النقب تعتبر منطقة تابعة لسيناء ويحكمها أمراء من قبيلة الترابين بامر من السلطان عبد الحميد. كان البدو المستقرين يعيشون في بئر السبع وقرى ومناطق حضرية وكان البدو الرحل كانوا يعيشون حياتهم التقليدية في الصحراء، بحثا عن الماء والمرعى لجمالهم وأغنامهم، ويعيشون في خيام مصنوعه من جلود وشعر حيواناتهم، ويعتمدون في غذائهم في الغالب على منتجات الألبان والتمور والأرز واللحوم، ويقومون بحماية الحجاج والقوافل التجارية ويمارسون التجارة مع سكان المدن والقرى الفلسطينية والمصرية المجاورة للحصول على البنادق والخناجر والأواني والبضائع المصنعة الأخرى.

## جينات بدو النقب

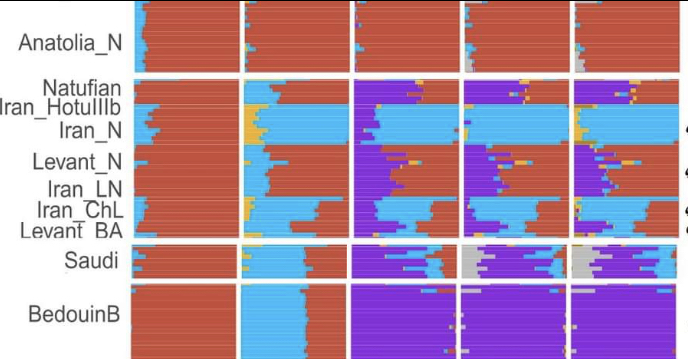
مخطط الأتوسومالي مقارنة لمكون بدو النقب مع الشعوب

أجرت دراسة حديثة من قبل Florian Clemente في عام 2021، حيث اكتشفت أن مكون بدو النقب (BedouinB) يعتبر الأكثر انعزالاً، وتستخدم كمرجع للأصول العربية العميقة، جينات بدو النقب المنعزلة تمثل نموذجًا فريدًا من التكيف الوراثي مع بيئة قاسية ، تتميز هذه الجينات بنقاء فريد نتيجة للعزلة الجغرافية والزواج داخل المجتمعات البدوية. يعتبر هذا النقاء النطفي واحدًا من أعلى مستوياته في العالم مما يجعلها محط اهتمام الباحثين في فهم تأثير البيئة والوراثة على الصحة والتكيف البشري وتبين الدراسة أن أغلبية بدو النقب ينتمون إلى المجموعة J1-YSC.

### التقارب الجيني مع الأمويين
دراسات علمية حديثة أظهرت وجود تقارب جيني بين بدو النقب وبين الأمويين، الذين كانوا من الدولة الإسلامية في الفترة الأموية (661-750 م). يُعتقد أن هذا التقارب يعود إلى العلاقات القديمة بين القبائل العربية في المنطقة وتبادل الجينات خلال فترة الفتوحات الإسلامية.

### دولة إسرائيل
قبل إنشاء دولة إسرائيل عام 1948، قدر عدد البدو بنحو 110.000، وأثناء حروب عام 1948 و1967 هاجر معظمهم إلى سيناء والسعودية والأردن والقطاع والضفة، وبقي حوالي 11,000 بدوي وتم اسكان أغلبهم من قبل الحكومة الإسرائيلية في قضاء بئر السبع السياج تتألف من الأراضي الخصبة نسبيا وتقع في النقب الشمالي الشرقي والتي تضم 10% من صحراء النقب. وفقا لوزارة الخارجية الإسرائيلية، يوجد حوالي 367,000 من البدو في إسرائيل جميعهم من المسلمين السنة منهم 317 الف بدوي يعيشون في صحراء النقب. والحياة في الصحراء تتيح للبدو ممارسة نمط حياتهم التقليدي بعيدا عن مؤثرات التمدن. بدو النقب، على غرار بقية السكان العرب في إسرائيل، عاشوا تحت الحكم العسكري حتى عام 1966، وبعد ذلك رفعت القيود وأصبحوا أحرارا في التحرك خارج قضاء بئر السبع. ومع ذلك، حتى بعد عام 1966 لم تكن لهم حرية في الإقامة خارج قضاء بئر السبع. فهم يقيمون فقط في 2% من مساحة النقب. قامت الحكومة الإسرائيلية في أواخر الستينات وأوائل السبعينات بإعداد مخططات لإعادة توطين بدو النقب في بلدات ذات نمط مديني، وتقول الحكومة أن المنطق الكامن وراء ذلك هو «عصرنة البدو» وتوفير الخدمات بشكل أفضل، وينفي ذلك المنطق أنه تم إختيار نموذج مديني مكتظ يدمر كامل نمط الحياة البدوي التقليدي، ويستدعي الترحيل الكامل للبدو عن أراضيهم ونمط حياتهم في ما يعد سياسة للتمدين القسري، بينما إختارت الدولة عدم تحقيق اهدافها المعلنة عبر التخطيط لقرى أو تعاونيات زراعية خاصة بالبدو تستند إلى الأرض (مثل القرى الزراعية اليهودية أو الكيبوتسات) والذي كان سيتوافق مع مطالب البدو بتطويرهم، ولا يستدعي ترحيلهم عن أراضيهم ونمط حياتهم. بين عامي 1979 و1982، الحكومة الإسرائيلية شجعت البدو على الإقامة في سبع بلدات في النقب الشمالي الخصب للسكان البدو بقصد تسهيل تجميعهم في مناطق محددة وسيطرة الدولة على الأراضي البدوية الواسعة، بقي نصفهم في قراهم وبلداتهم الاصلية (تسمى القرى غير المعترف بها) وتفتقر إلى الخدمات الأساسية مثل الكهرباء والمياه الجارية والخدمات الصحية والطرق والمدارس. وقد اعترفت الحكومة الإسرائيلية تدريجيا في قسم منها، واتخذت تدابير لتحسين خدمات البنية التحتية والأساسية. حوالي نصف السكان البدو اليوم يعيشون في هذه البلدات، وأكبر مدن النقب مدينة رهط، وعرعرة النقب، بئر هداج، حورة، كسيفة، اللقية، شقيب السلام، تل السبع، ويوجد الكثير من القرى الصغيرة والتجمعات البدوية في ضواحي المدن. ما يقرب من 50% من المواطنين البدو في إسرائيل يعيشون في القرى البدوية غير المعترف بها وعددها 80 قرية. مما يجعل البدو الاققر والأقل تعليما بين المواطنين العرب في إسرائيل، فالبدو يعانون من سياسية تمييز عنصري تنتجها الحكومة الإسرائيلية ضدهم.

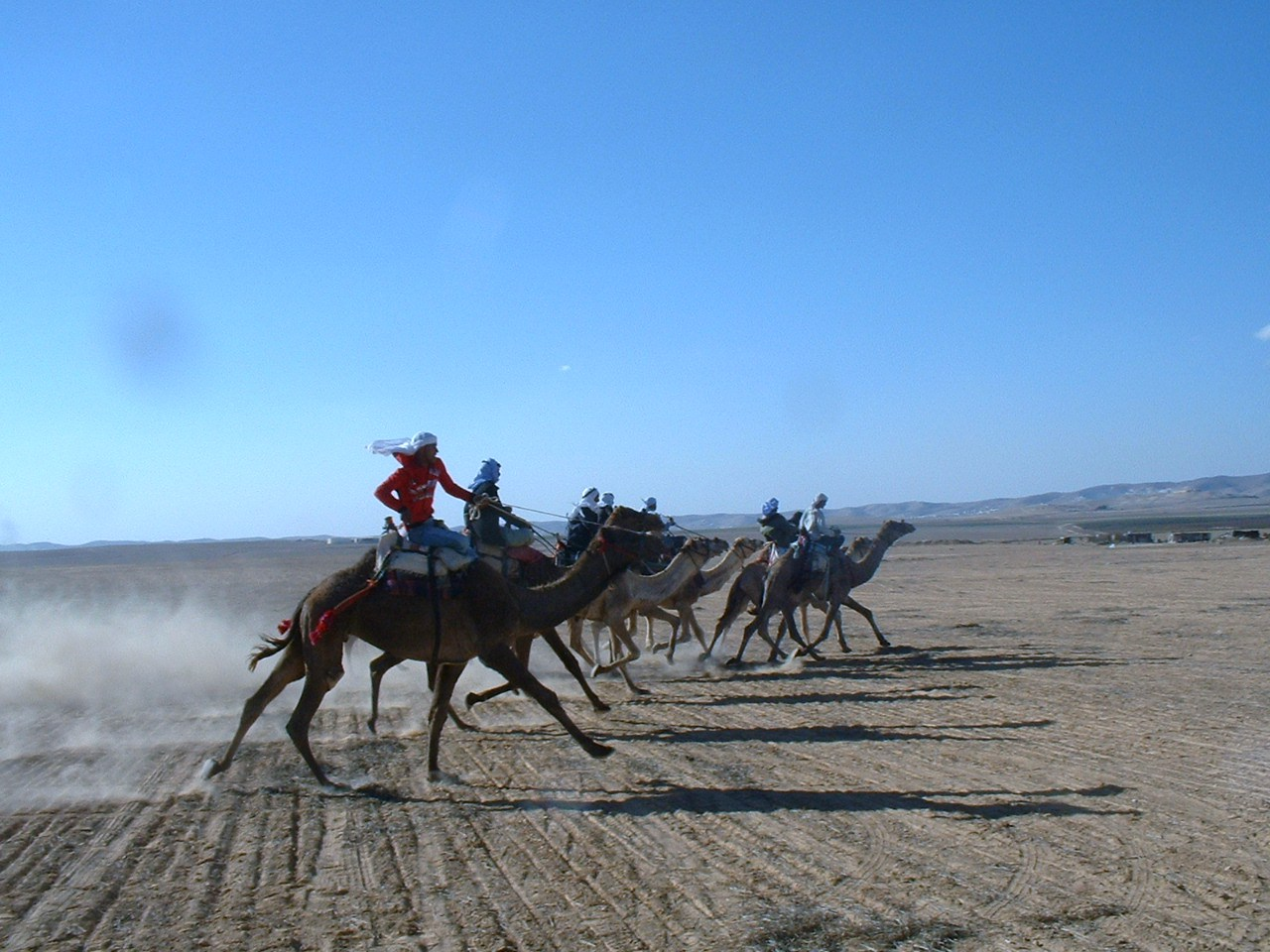
سباق جمال في مدينة رهط البدوية

تقوم سلطة توطين البدو أحيانا بالاتفاق مع العشائر البدوية على هدم قرى هم البدوية الغير مرغوب فيها ومصادره أراضيهم الواسعة مقابل اعطاءهم دونمات قليلة صغيرة المساحة وتعويضات مالية في قرى جديدة أو في رهط لكنها تجعل أبناءهم مستقبلا يدفعون مئات آلاف وملايين الشواقل إذا ارادوا شراء قسيمة أرض صغيرة في تلك البلدات. لذالك يرفض البدو الانتقال من أراضيهم ويريدون الاعتراف بقراهم أو قرى جديدة خاصة بعشائرهم وليس بلدات مختلطه عائلياً، ومع توفير اراضي وقسائم سكنية مستقبلاً لابناءهم واحفادهم بمساحات جيدة وباسعار ثابته ومنخفضة وغير متغيره مطلقاً.
يبلغ عدد سكان كبرى مدن النقب مدينة راهط 80.000 نسمة، ومدينة اللقية 15.000 نسمة، وكسيفة 17.000 نسمه وحورة 16.000 نسمه وتل السبع 16,000 نسمة وعرعره النقب 13.000 نسمه وشكيب السلام 13,000 نسمة والبلدات الثلاث عشر التابعة للمجلس الإقليمي أبوبسمة 40,000 نسمة في حين يبلغ عدد سكان القرى البدوية (الغير معترف بها) 120,000 نسمة.

### بدو النقب  في الأردن
السبعاوية هو اسم يطلق على قبائل بدوية منتشرة في الأردن وهم أكبر تجمع بدوي قبلي في الأردن ويبلغ اعدادهم نحو المليون نسمة ولهم لهجة بدوية خاصة بهم وتنحدر أصولهم من قبائل بئر السبع في صحراء النقب وسيناء. وكانوا ينتقلون بشكل دائم من الأردن الي النقب وسيناء والعكس ولهم اراضي في كلا الجانبين قبل حرب عام 1948، ولهم امتداد طبيعي شمال غربي السعودية مثل قبيلة بلي وبني عطيه وقبيلة الحويطات التي تنتشر في النقب وسيناء وجنوب الأردن وشمال المملكة العربية السعودية.
ومع قيام دولة إسرائيل عام 1948 أجبروا على الرحيل قرابة 100 ألف بدوي من منطقة النقب، قد رحل اغلبهم إلى الأردن وشبه جزيرة سيناء  وقطاع غزة، ومناطق الضفة الغربية خصوصاً منطقة الخليل والأغوار ومحيط القدس.

فقد لجأت غالبية بدو النقب إلى الأردن وسيناء وقد عرفوا في الأردن ب (السبعاوية) نسبه لقضاء بئر السبع وتضاعفت اعدادهم هناك بشكل كبير حتى بَلَغَتْ المليون نسمة، فيما حطت أعداد منهم في التجمعات البدوية على امتداد الصحاري الشرقية للضفة الغربية حيث ما زالت العشائر البدوية من بئر السبع وعراد جنوب فلسطين تعيش هناك.

## المدن والبلدات
رهط، اللقية، كسيفه، حوره،تل السبع، شقيب السلام، عرعره، ترابين الصانع، عبدة، وادي النعم،
تل عراد، أم الحيران، الهزيل، العتايقة، أبو قرينات، قصر السر، بير هداج، أم بطين، مكحول، دريجات، مولادة، كحلة، السيد، الفرعة، أبو تلول، القرين، الباطل، البقار، البحيرة، السدير، أبو وادي، تل الملح، ام رتام، ام بطين، المطهر